# Teles de Menezes
Luís Olímpio Teles de Menezes (Bahia, 1828 — Rio de Janeiro, 16 de março de 1893) foi um jornalista brasileiro. É considerado como um dos pioneiros do Espiritismo no país.

## Biografia
Foi professor primário, estenógrafo, funcionário da Assembleia Legislativa e Oficial da Biblioteca Pública da Bahia. Falava o Inglês, o Francês, o Castelhano e o Latim. Colaborou nos seguintes periódicos: "Diário da Bahia", "Jornal da Bahia", "A Época Literária" (onde ingressou como redator em 1849, tendo mais tarde passado a seu diretor) e autor do romance Os Dois Rivais.
Em Salvador, foi um dos fundadores do Conservatório Dramático da Bahia (agosto de 1857), do qual participavam, entre outros, personalidades como Rui Barbosa. Neste grupo Teles de Menezes travou contato com os fenômenos espíritas, vindo a corresponder-se com espíritas franceses. Posteriormente viria a tornar-se sócio-honorário da Sociedade Magnética da Itália, bem como a filiar-se a várias sociedades espíritas e espiritualistas da Europa à época. Correspondia-se com o professor Hippolyte Léon Denizard Rivail e com o seu secretário.
Fundou a 17 de setembro de 1865 em Salvador, o Grupo Familiar do Espiritismo, primeira agremiação doutrinária no Brasil. Naquela data, durante a primeira reunião do Grupo que se iniciou às 20:30 h, um espírito que se denominou "Anjo de Deus" ("Anjo Brasil", segundo outros autores, e que alguns associam ao próprio "Ismael"), enviou psicograficamente uma mensagem, cujo teor muito sensibilizou os presentes.
No ano seguinte (1866) publicou o opúsculo "O Espiritismo - Introdução ao Estudo da Doutrina Espírita" (segundo outros, a Filosofia Espiritualista), uma seleção de trechos que traduziu de O Livro dos Espíritos, de Allan Kardec.
Teles de Menezes detém igualmente o título de pioneiro da imprensa espírita no Brasil. Em 8 de março de 1869 anunciou, através de discurso proferido no Grêmio dos Estudos Espiríticos da Bahia, o aparecimento do jornal O Écho d'Alêm-Tumulo - Monitor do Espiritismo no Brasil (BARBOSA, 1987:70-71), primeiro periódico Espírita no país, referindo:
"A nós, que nos achamos hoje reunidos, constituindo, naturalmente, o Grêmio dos Estudos Espiríticos na Bahia, e a quem uma certa vocação do Alto cometeu o empenho desta árdua missão, árdua e até espinhosa, sim, mas irradiante de bem fundadas esperanças, incumbe, pelos meios que de mister é serem empregados, propagar essa crença regeneradora e cristã, fazendo-a chegar indistintamente a todos os homens; e o meio material que a Providência sabiamente nos oferece para levar rapidamente a palavra da verdade à inteligência e ao coração de todos os homens, é a Imprensa."
O periódico, impresso na tipografia do Diário da Bahia, contava com 56 páginas e chegou a circular no exterior - em Londres, Madri, Nova Iorque e Paris.
Em breve se fez sentir a reação da Igreja Católica, que começou a pregar acerca dos malefícios da nova doutrina, vindo a lançar uma Carta Pastoral, datada de 16 de junho, mas apenas divulgada a 25 de julho de 1867. Essa Carta, em forma de opúsculo, com o título "Erros perniciosos do Espiritismo", acusava violentamente o Espiritismo recorrendo a inverdades. Teles de Meneses, para refutá-la, escreveu uma carta aberta, da qual publicou duas edições no mesmo ano, ao Arcebispo da Bahia e Primaz do Brasil, D. Manoel Joaquim da Silveira, onde afirma:
"O Espiritismo tem de passar por provas rudes, e nelas Deus reconhecerá sua coragem, sua firmeza e sua perseverança. Os que se ausentam por um simples temor, ou por uma decepção, assemelham-se a soldados que somente são corajosos em tempo de paz, mas que, ao primeiro tiro, abandonam as armas." (op. cit.)
Acredita-se que essa carta tenha se constituído na primeira obra espírita de autor brasileiro, publicada no Brasil. Sendo o ponto mais aceso a questão da reencarnação, a polêmica veio a encerrar-se depois de longo tempo, quando o padre Juliano José de Miranda, sabendo que Teles de Meneses era católico de nascimento, deu-a por encerrada afirmando que "Espiritismo e Catolicismo são a mesma Igreja de nosso Senhor Jesus Cristo".
Teles de Meneses foi o primeiro presidente da Associação Espírita Brasileira, entidade que visava "ao desenvolvimento moral e intelectual do homem nas largas bases que cria a filosofia espirítica, e a exemplificação do sublime e celestial preceito da caridade cristã".
Considerando a sua missão cumprida na Bahia, Teles de Menezes transferiu-se para o Rio de Janeiro, vindo a trabalhar na corporação taquigráfica do Senado do Império, onde prestou relevantes serviços. Ali publicou, em 1885, o Manual de Estenografia Brasiliense, deixando, ainda, outros trabalhos inéditos.
Faleceu em extrema pobreza, na sua residência à rua Barão de São Félix, sendo sepultado no Cemitério São Francisco Xavier às expensas de colegas e amigos.

## Homenagens
Como pioneiro do Espiritismo no Brasil, Teles de Meneses foi homenageado, por proposta da Federação Espírita Brasileira ao então Departamento de Correios e Telégrafos, que autorizou a utilização de um carimbo postal, no dia 17 de setembro de 1965 – comemorando um século da fundação do Grupo Familiar do Espiritismo -, que foi aplicado nas cidades de Salvador e do Rio de Janeiro.
A 4 de dezembro de 1966 foi inaugurada, em Salvador, a rua Professor Teles de Menezes, em cumprimento a decisão da Câmara Municipal daquela cidade.